# Three Way
Three Way – miasto w Stanach Zjednoczonych, w stanie Tennessee, w hrabstwie Madison.